# Butão nos Jogos Olímpicos de Verão de 2012
O Butão competiu nos Jogos Olímpicos de Verão de 2012, que aconteceram na cidade de Londres, no Reino Unido, de 27 de julho até 12 de agosto de 2012.

## Tiro com arco
| Atleta     | Prova               | Rodada de classificação | Rodada de classificação | Ronda dos 64                 | Ronda dos 32           | Ronda dos 16           | Quartos-finais         | Semifinais             | Final                  | Final       |
| Atleta     | Prova               | Placar                  | Pos.                    | Adversário e resultado       | Adversário e resultado | Adversário e resultado | Adversário e resultado | Adversário e resultado | Adversário e resultado | Pos.        |
| ---------- | ------------------- | ----------------------- | ----------------------- | ---------------------------- | ---------------------- | ---------------------- | ---------------------- | ---------------------- | ---------------------- | ----------- |
| Sherab Zam | Individual feminino | 589                     | 61º                     | USA K. Lorig D 0-2, 0-2, 0-2 | Não avançou            | Não avançou            | Não avançou            | Não avançou            | Não avançou            | Não avançou |